# Vasslavspinnare
Vasslavspinnare (Pelosia obtusa) är en fjärilsart som beskrevs av Herrich-Schäffer 1847. Vasslavspinnare ingår i släktet Pelosia och familjen björnspinnare. Arten är reproducerande i Sverige. Inga underarter finns listade i Catalogue of Life.